# Megaleruca
Megaleruca es un género de escarabajos de la familia Chrysomelidae. El género fue descrito científicamente primero por Laboissière en 1922. Esta es una lista de especies perteneciente a este género:
- Megaleruca angolensis Bryant, 1955
- Megaleruca congoensis (Jacoby, 1895)
- Megaleruca costulata (Fairmaire, 1869)
- Megaleruca ganalensis (Gestro, 1895)
- Megaleruca geniculata (Harold, 1880)
- Megaleruca grieosericans (Thomson, 1858)
- Megaleruca hamaticornis (Laboissiere, 1921)
- Megaleruca humbloti (Duvivier, 1891)
- Megaleruca maculipes (Jacoby, 1886)
- Megaleruca nigripes Laboissiere, 1922
- Megaleruca obscura (Fabricius, 1801)
- Megaleruca parvicollis (Harold, 1879)
- Megaleruca placida Bryant, 1955
- Megaleruca pruinosa (Fairmaire, 1869)
- Megaleruca sericea (Jacoby, 1903)
- Megaleruca t-nigrum (Bertoloni, 1868)
- Megaleruca triloba (Fabricius, 1781)
- Megaleruca usambarica (Weise, 1901)